# Blatný vrch (Cerová vrchovina)
Blatný vrch (359 m n. m.) je plochý a rozlehlý vrchol v Cerové vrchovině na Slovensku, nedaleko obce Trebeľovce.

## Charakteristika
Vrch se nachází v pohoří Cerová vrchovina, přibližně 6 km jihovýchodně od Lučence. Rozsáhlý, ale výškově nevýrazný vrchol má zalesněnou vrcholovou plošinu, ze které jsou omezené výhledy. Navzdory nevelké nadmořské výšce je vrch lehce identifikovatelný díky vysílači na vrcholu.

## Vysílač Blatný vrch
Na vrcholu Blatného vrchu se nachází televizní a rozhlasový vysílač, který byl uveden do provozu v prosinci 1979. Tvoří součást jižní retranslační magistrály. Příhradová věž je vysoká téměř 55 metrů a šíří signál televizních i rozhlasových stanic pro region Novohradu. Nedaleko hlavního vysílače se nachází i stožár soukromého vysílání.

## Šířený program
Výhodná poloha vysílače na okraji Lučenecká kotliny a Pahorkatinný charakter krajiny slibuje ideální pokrytí největších měst Lučence a Fiľakova. Signál z vysílače zásobuje primárně region Novohradu, a přesahuje i do sousedních regionů i blízkého Maďarska. Navazuje na vysílače Kráľova hoľa, Sitno a Španí laz.

### Vysílače FM[1]
| frekvence | program               | regionální verze | ERP   | polarizace   |
| --------- | --------------------- | ---------------- | ----- | ------------ |
| 88,2      | rádio Regina          | střed            | 10 kW | horizontální |
| 91,6      | Fun Radio             | Střed            | 10 kW | horizontální |
| 98,0      | rádio Patria Rádio_FM |                  | 10 kW | horizontální |
| 103,6     | rádio Slovensko       |                  | 10 kW | horizontální |

### Vysílače DVB-T / T2[3]
| norma  | multiplex    | kanál | ERP      | polarizace |
| ------ | ------------ | ----- | -------- | ---------- |
| DVB-T2 | 1. multiplex | 32    | 20 kW    | vertikální |
| DVB-T  | 2. multiplex | 21    | 15,85 kW | vertikální |
| DVB-T  | 3. multiplex | 33    | 19,95 kW | vertikální |
| DVB-T2 | 4. multiplex | 27    | 20 kW    | vertikální |

## Přístup
- cestou z Trebeľoviec